# Sitómena
Sitómena (Sitomena) är en ort i Grekland.   Den ligger i prefekturen Nomós Aitolías kai Akarnanías och regionen Västra Grekland, i den centrala delen av landet, 210 km väster om huvudstaden Aten. Sitómena ligger 611 meter över havet och antalet invånare är 209.
Terrängen runt Sitómena är kuperad västerut, men österut är den bergig. Terrängen runt Sitómena sluttar västerut. Runt Sitómena är det ganska glesbefolkat, med 31 invånare per kvadratkilometer. Närmaste större samhälle är Agrínio, 15,2 km sydväst om Sitómena. I omgivningarna runt Sitómena växer i huvudsak blandskog.